# Сандалашка
Сандалашка (баш. Һандалаш) — деревня в Белокатайском районе Республики Башкортостан Российской Федерации. Входит в состав Карлыхановского сельсовета.

## География

### Географическое положение
Расстояние до:
- районного центра (Новобелокатай): 57 км,
- центра сельсовета (Карлыханово): 16 км,
- ближайшей ж/д. станции (Ункурда): 94 км.

## Население
| 2002 | 2009 | 2010 |
| ---- | ---- | ---- |
| 15   | ↘0   | →0   |

Согласно переписи 2002 года, преобладающая национальность — башкиры (80 %).